# Paraplectana walleri
Paraplectana walleri är en spindelart som först beskrevs av John Blackwall 1865.  Paraplectana walleri ingår i släktet Paraplectana och familjen hjulspindlar. Utöver nominatformen finns också underarten P. w. ashantensis.